# Nibble
Nibble – miejscowość (tätort) w Szwecji, w regionie administracyjnym (län) Sztokholm, w gminie Södertälje.
Według danych Szwedzkiego Urzędu Statystycznego liczba ludności wyniosła: 255 (31 grudnia 2015), 240 (31 grudnia 2018) i 235 (31 grudnia 2019).